# Sölk
Sölk è un comune austriaco di 1 519 abitanti nel distretto di Liezen (subdistretto di Gröbming), in Stiria. È stato creato il 1º gennaio 2015 dalla fusione dei precedenti comuni di Großsölk, Kleinsölk e Sankt Nikolai im Sölktal; capoluogo comunale è Großsölk.